# Malmö Airport
Malmö Airport, vroeger ook bekend onder de naam Sturup is Zwedens derde luchthaven. Het ligt ongeveer 28 km van Malmö en 26 km van Lund. Via de Sontbrug is Kopenhagen op een afstand van 47 km.

## Geschiedenis
De luchthaven werd gebouwd in 1972, als opvolger van een andere luchthaven: Bulltofta. Deze had de regio bediend vanaf 1923. De plannen voor een nieuwe luchthaven werden op tafel gegooid rond de jaren 60. Dichtbij kon niet, dus moest er ver vanaf Bulltofta bij andere dorpen een nieuwe luchthaven geopend worden die verder lag. De bouw begon in 1970, en werd voltooid op 3 december 1972. Tijdens deze twee jaren was Bulltofta de hele tijd gesloten gebleven. Alles van Bulltofta moest verhuizen naar Sturup.
Tijdens de herfst van 2007 werd besloten dat Ryanair al zijn vluchten naar en van Malmö ging staken, maar inmiddels vliegen ze weer vanaf Malmö.

## De luchthaven
- 1 passagiersterminal met 8 vliegtuigslurfen.
- 2 cargoterminals
- 20 plekken voor andere vliegtuigen

## Verkeer

### Autoverhuur
De volgende autoverhuurders hebben een kantoor op Malmö sturup:
- Avis
- Europcar
- Hertz
- Sixt
- Mabi

### Bus
Luchthavenbussen vertrekken vanaf de luchthaven naar Malmö en Lund. Ook zijn er verbindingen naar Kopenhagen en naar Svedala (sinds de zomer van 2007).

### Taxi
Er is een taxistandplaats vlak bij de luchthaven.

### Parkeren
Er is een parkeerplaats bij de luchthaven, zowel voor kort als lang parkeren.

## Faciliteiten
- Winkels:
  - Pressbyrån
  - Parfym&taxfree butiken
  - 7-eleven

- Bank:
  - Forex

- Restaurants
  - Coffys
  - Coffys Husman
  - CAFE

- Hotel
  - Het Best Western luchthaven hotel.

- Lounges
  - Express Lounge (Malmö Aviation)